# Het dolende schip
Het Dolende Schip (The Mad Ship) is het tweede boek in de De boeken van de Levende Schepen trilogie en is geschreven door Robin Hobb. Het was haar vijfde boek onder dit pseudoniem, en is gepubliceerd in 1999. De Nederlandse vertaling is van Peter Cuijpers.
Deze trilogie speelt zich evenals de boeken van de Zieners af in het Rijk van de Ouderlingen.

## Samenvatting van het boek
In dit tweede deel van de trilogie De boeken van de Levende Schepen is het schip Vivacia nog steeds in handen van de piraat Kennit.
Althea Vestrit heeft werk aan boord van het levende schip Ophelia, maar heeft in wezen maar één doel en dat is het terug krijgen van het levende schip Vivacia.
Beijerstad wordt belaagd door de satraap van Jamaillia en zijn huurlingen uit Kwarts. Onderwijl maken Althea Vestrit en Bresker Trell het levende schip Paragon vaarklaar. Hierbij krijgen ze hulp van Amber die mee heeft betaald aan het schip.
Onderwijl is Kapitein Kennit bezig om de Vivacia klaar te stomen tot een écht piratenschip en hij vergroot hiermee steeds verder zijn rol om koning van de pirateneilanden te worden.